# Olekszyszki
Olekszyszki (biał. Алякшышкі; ros. Алекшишки) – wieś na Białorusi, w obwodzie grodzieńskim, w rejonie werenowskim, w sielsowiecie Dociszki.
Dawniej folwark i dwór. Majątek należał do Romanowiczów - muzułmańskiej rodziny szlacheckiej pochodzenia tatarskiego. Urodził tu się gen. Aleksander Romanowicz, a gospodarował majątkiem przewodniczący Muzułmańskiego Związku Religijnego w Rzeczypospolitej Polskiej płk. Jakub Romanowicz. W 1866 mieszkało tu 18 osób: 15 katolików rzymskich i 3 muzułmanów.
W dwudziestoleciu międzywojennym leżały w Polsce, w województwie nowogródzkim, w powiecie lidzkim, w gminie Raduń.